# Arnus Vallis
Arnus Vallis és una formació geològica de tipus vallis a la superfície de Mart, localitzada amb el sistema de coordenades planetocèntriques a 16.38 ° latitud N i 71.24 ° longitud E, que fa 311.61 km de diàmetre. El nom va ser aprovat per la UAI l'any 1985 i fa referència a una característica d'albedo.